# 김형진 (성우)
김형진(1938년 9월 16일~2004년 12월 10일)은 대한민국의 성우이다. 1956년 CBS에 입사했으며, 언론통폐합 후 KBS 2기로 편입되었다.